# کومورلی
کومورلی (به لاتین: Kumurly) یک منطقهٔ مسکونی در روسیه است که در باشقیرستان واقع شده‌است.